# Ommatius vivus
Ommatius vivus är en tvåvingeart som beskrevs av Scarbrough 1997. Ommatius vivus ingår i släktet Ommatius och familjen rovflugor.
Artens utbredningsområde är Dominikanska republiken. Inga underarter finns listade i Catalogue of Life.